# Apple Pay
Apple Pay er en digital pung samt en mobilbetalingstjeneste udviklet af Apple. Tjenesten lader brugere foretage betalinger ved brug af iPhone 6, iPhone 6 Plus, iPhone SE og senere modeller, Apple Watch-kompatible enheder (iPhone 5 og senere modeller), iPad Air 2, iPad Pro, iPad Mini 3 og senere modeller samt Mac-computere. Apple Pay kræver ikke Apple Pay-specifikke kontaktløse betalingsterminaler, men arbejder sammen med eksisterende kontaktløse terminaler.

## Historie

### Apple Pay i Danmark
Ved offentliggørelsen af Apples perioderegnskab for 3. kvartal (Q3) den 1. august 2017, meddelte Apple, at de ville lancere Apple Pay i Sverige, Danmark og Finland i slutningen af året. I midten af oktober måned begyndte der at florere rygter omkring en skandinavisk lancering den 24. oktober 2017, og at det angiveligt skulle være i et samarbejde med storbanken Nordea. Den 24. oktober 2017 offentliggjorde Apple selv lanceringen i Danmark, i et samarbejde med bankerne Nordea og Jyske Bank. De offentliggjorde samtidigt at flere virksomheder som Circle K, 7-Eleven, Elgiganten, Hungry og Humac mm. var klar til at tage imod den nye betalingsløsning fra dag ét.
Apple Pay vokser fortsat i Danmark. I februar 2018 offentliggjorde betalingsvirksomheden Clearhaus at de fremover vil tilbyde Apple Pay til sine danske og nordiske forretninger. Det betyder at danskerne vil kunne anvende Apple Pay i webshops. 
Den 2. april 2019 offentliggjorde en lang række pengeinstituter at de nu, eller senere i 2019 vil, understøtter Apple Pay i Danmark.

### Pengeinstitutter der udbyder Apple Pay
- Andelskassen Fælleskassen
- Arbejdernes Landsbank
- Danske Andelskassers Bank
- Den Jyske Sparekasse
- Faster Andelskasse
- Frørup Andelskasse
- Fynske Bank
- Grønlandsbanken
- Hvidbjerg Bank
- Jyske Bank
- Lollands Bank
- Lægernes Bank
- Merkur Andelskasse
- Møns Bank
- Nordea
- Nykredit Bank
- Pensam Bank
- Salling Bank
- Spar Nord Bank
- Totalbanken
- Vestjysk Bank
- Alm. Brand Bank
- Bank Nordik
- Basisbank
- Betri Bank
- Borbjerg Sparekasse
- Broager Sparekasse
- Danske Bank
- Djurslands Bank
- Dragsholm Sparekasse
- Dronninglund Sparekasse
- Fanø Sparekasse
- Folkesparekassen
- Frøslev-Mollerup Sparekasse
- Frøs Sparekasse
- Jutlander Bank
- Klim Sparekasse
- Kreditbanken
- Langå Sparekasse
- Lån & Spar Bank
- Nordfyns Bank
- Middelfart Sparekasse
- Norðoya Sparikassi
- Ringkjøbing Landbobank / Nordjyske Bank
- Rise-Flemløse Sparekasse
- Rønde Sparekasse
- Skjern Bank
- Sparekassen Balling
- Sparekassen Bredebro
- Sparekassen Den lille Bikube
- Sparekassen Djursland
- Sparekassen for Nørre Nebel og Omegn
- Sparekassen Kronjylland
- Sparekassen Sjælland-Fyn
- Sparekassen Thy
- Sparekassen Vendsyssel
- Stadil Sparekasse
- Suðuroyar Sparikassi
- Sydbank
- Sønderhå-Hørsted Sparekasse

## Teknologi
Apple Pay er baseret på tokens og kryptering. Derfor er Apple Pay en nem, hurtig og sikker måde at gennemføre betalinger på.
Første gang en bruger opretter et kort i sin Wallet på sin mobil, computer, tablet eller ur skal alle kortoplysninger indtastes. Herefter skal de aldrig bruges igen. I stedet laves en virtuel token, som bliver krypteret og gemmes på enheden. Det vil sige at ingen følsom information bliver gemt i skyen eller på Apples servere – derfor er risikoen for misbrug af kortdata mindre end ved andre betalingsformer. 
Den virtuelle token kan kun tilgås via fingeraftrykslæser eller ansigtsgenkendelses-software på enheden. Det vil sige at det er hurtigt og nemt for den retmæssige ejer at gennemføre en betaling, mens det er noget nær umuligt for andre at gøre det.
Ved betaling i fysiske butikker virker Apple Pay som et kontaktløst kort. Det vil sige at  Apple Pay kan bruges i alle kontaktløse betalingsterminaler der understøtter NFC.
Når du handler i en app eller webshop, som accepterer Apple Pay, vil du få muligheden for at vælge denne betalingsform. Så snart du gør det, popper et Apple Pay check-out-vindue op på din enhed. Her kan du hurtigt tjekke om beløbet stemmer og derefter bekræfte købet ved at placere din finger på touch ID’et eller anvende ansigtsgenkendelse. 

## Tilgængelighed
| Dato              | Land                       |
| ----------------- | -------------------------- |
| 20. oktober 2014  | USA                        |
| 14. juli 2015     | Storbritannien             |
| 17. november 2015 | Canada                     |
| 19. november 2015 | Australien                 |
| 18. februar 2016  | Kina                       |
| 19. april 2016    | Singapore                  |
| 7. juli 2016      | Schweiz                    |
| 19. juli 2016     | Frankrig                   |
| 20. juli 2016     | Hongkong                   |
| 4. oktober 2016   | Rusland                    |
| 13. oktober 2016  | New Zealand                |
| 25. oktober 2016  | Japan                      |
| 1. december 2016  | Spanien                    |
| 7. marts 2017     | Guernsey                   |
| 7. marts 2017     | Irland                     |
| 7. marts 2017     | Isle of Man                |
| 7. marts 2017     | Jersey                     |
| 29. marts 2017    | Taiwan                     |
| 17. maj 2017      | Italien                    |
| 17. maj 2017      | San Marino                 |
| 17. maj 2017      | Vatikanstaten              |
| 24. oktober 2017  | Danmark                    |
| 24. oktober 2017  | Finland                    |
| 24. oktober 2017  | Forenede Arabiske Emirater |
| 24. oktober 2017  | Grønland                   |
| 24. oktober 2017  | Sverige                    |
| 4. april 2018     | Brasilien                  |
| 17. maj 2018      | Ukraine                    |
| 18. juni 2018     | Polen                      |
| 19. juni 2018     | Norge                      |
| 28. november 2018 | Kasakhstan                 |
| 28. november 2018 | Belgien                    |
| 11. december 2018 | Tyskland                   |
| 19. januar 2019   | Saudi-Arabien              |
| 19. januar 2019   | Tjekkiet                   |
| 24. april 2019    | Østrig                     |
| 8. maj 2019       | Island                     |
| 21. maj 2019      | Luxembourg                 |
| 21. maj 2019      | Ungarn                     |
| 11. juni 2019     | Holland                    |
| 26. juni 2019     | Bulgarien                  |
| 26. juni 2019     | Cypern                     |
| 26. juni 2019     | Estland                    |
| 26. juni 2019     | Grækenland                 |
| 26. juni 2019     | Kroatien                   |
| 26. juni 2019     | Letland                    |
| 26. juni 2019     | Liechtenstein              |
| 26. juni 2019     | Litauen                    |
| 26. juni 2019     | Malta                      |
| 26. juni 2019     | Portugal                   |
| 26. juni 2019     | Rumænien                   |
| 26. juni 2019     | Slovakiet                  |
| 26. juni 2019     | Slovenien                  |
| 2. juli 2019      | Færøerne                   |
| 6. august 2019    | Macao                      |
| 1. september 2019 | Georgien                   |
| 19. november 2019 | Hviderusland               |
| 28. januar 2020   | Montenegro                 |
| 30. juni 2020     | Serbien                    |
| 23. februar 2021  | Mexico                     |
| 30. marts 2021    | Sydafrika                  |
| 5. maj 2021       | Israel                     |
| 17. august 2021   | Qatar                      |
| 5. oktober 2021   | Bahrain                    |
| 5. oktober 2021   | Palæstina                  |
| 2. november 2021  | Aserbajdsjan               |
| 2. november 2021  | Colombia                   |
| 2. november 2021  | Costa Rica                 |
| 18. januar 2022   | Armenien                   |
| 15. marts 2022    | Argentina                  |
| 15. marts 2022    | Peru                       |
| 5. april 2022     | Moldova                    |
| 9. august, 2022   | Malaysia                   |
| 6. december 2022  | Kuwait                     |
| 6. december 2022  | Jordan                     |
| 21. marts 2023    | Sydkorea                   |

## Eksterne links
- Wikimedia Commons har flere filer relateret til Apple Pay
- Apple Pay – officiel side

| Software | Spire Denne artikel om software og programmering er en spire som bør udbygges. Du er velkommen til at hjælpe Wikipedia ved at udvide den. |